# 2019 en économie (discipline)
Cet article présente les faits marquants de l'année 2019 en économie.

## Décès

### Janvier
- 4 janvier : Harold Demsetz - Économiste et professeur d'université américain.
- 16 janvier : John C. Bogle - Économiste, financier et investisseur américain.
- 18 janvier : Gilles Paquet - Économiste et professeur canadien.
- 23 janvier : Anthony de Jasay - Écrivain, philosophe libertarien et économiste hongrois.